# Königshain-Wiederau
Königshain-Wiederau est une commune de Saxe (Allemagne), située dans l'arrondissement de Saxe centrale, dans le district de Chemnitz. Elle est formée des anciennes communes Königshain, Wiederau et Topfseifersdorf le 1er janvier 1994. Le 1er janvier 1999 l'ancienne commune de Stein im Chemnitztal rejoint Königshain-Wiederau.